# Yusa
Yusimil Lopez Bridon, plus connue sous le nom de Yusa, est une chanteuse et compositrice cubaine née dans le quartier de Buena Vista à La Havane.
Membre du collectif Interactivo, elle poursuit également une carrière en solo. En 2003 elle est nommée dans les catégories « Meilleur espoir »  et « Meilleur artiste d'amérique latine » aux Awards for world music (en).

## Biographie

### Jeunesse
Yusa a passé son enfance dans le quartier d'Alamar, à l'est de La Havane. Elle apprend la guitare dès l'âge de six ans à l'école élémentaire Alejandro García Caturla. Au cours de ses études au conservatoire de musique Amadeo Roldán, elle se spécialise dans un type de guitare particulier, appelé tres en référence à ses trois paires de cordes. Avant d'entamer une carrière en solo, elle se produit avec Domingo Candelario et au sein du quintette féminin Quasi-Jazz,.

### Carrière
À partir de 2001, Yusa fait partie du groupe cubain Interactivo fondé par le pianiste Roberto Carcassés. Elle signe un contrat avec Tumi Music (en). En 2002, le label édite son premier album solo, intitulé Yusa. Pour la réalisation de ce disque, elle collabore avec de nombreux artistes cubains comme Pável Urquiza (directeur musical), Roberto Carcassés (clavier), Jorge Alexander Pérez (basse) et Oliver Valdés (percussion). En 2003, l'album Yusa remporte le prix Cubadisco dans la catégorie « fusion ». Son 2e album, Breath (2005), est enregistré par le producteur Descemer Bueno avec la participation d'artistes cubains comme Kelvis Ochoa, Lenine ou Haydée Milanés. Le 3e album de Yusa, intitulé Haiku en référence aux poèmes japonais, est produit par Alê Siqueira.

## Style musical
Yusa joue principalement de la guitare, mais aussi de la basse, du clavier et des percussions. Elle actualise des musiques traditionnelles comme le boléro cubain et le filin, en y incluant des éléments modernes. Yusa emprunte à la nueva trova, genre apparu à Cuba dans les années 1960, ainsi qu'à la musique brésilienne,,. Yusa a étudié la musique classique durant ses études au conservatoire. Elle est également influencée par le jazz, la musique pop et le rock,.
La presse la compare à des chanteuses comme Joni Mitchell, Cassandra Wilson,, ou encore Tracy Chapman.

## Récompenses
En 2003, elle est nommée dans les catégories « meilleur espoir »  et « meilleur artiste d'amérique latine » des Awards for world music (en) organisés par BBC Radio 3. Son album Yusa remporte le Prix Cubadisco, dans la categorie « fusion ».

## Discographie

### Albums studio
- Yusa (Tumi Music (en), 2002)
- Breathe (Tumi Music, 2005)
- Haiku (Tumi Music, 2008)

### En concert
- Yusa Live at Ronnie Scott's (Tumi Music, 2007)